# Patrick Moster

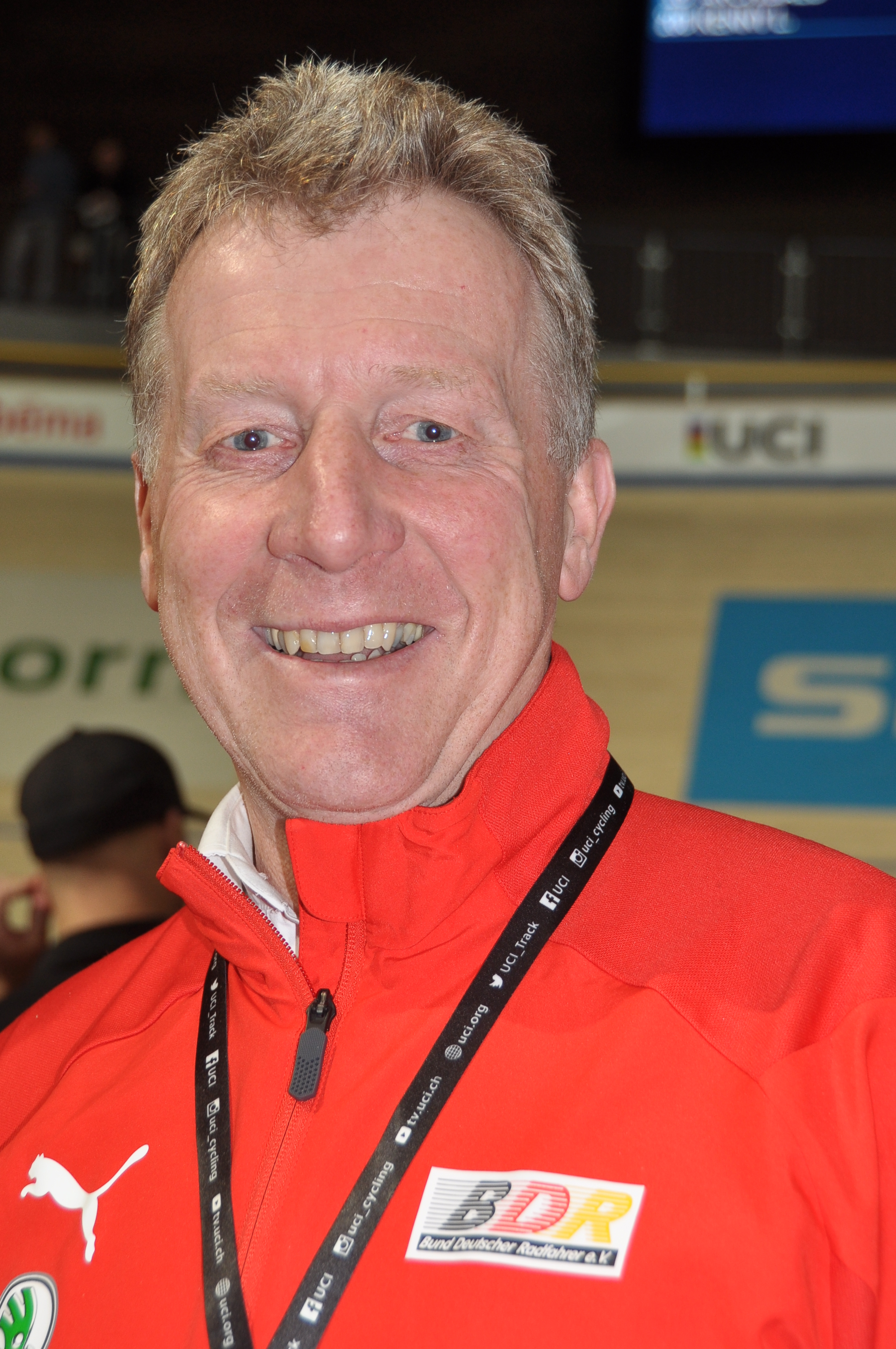
Patrick Moster (2018)

Patrick Moster (* 13. Juni 1967 in Offenbach an der Queich) ist ein ehemaliger deutscher Radrennfahrer, Radsporttrainer und -funktionär.

## Sportlicher Werdegang

### Als Aktiver
Im Jahre 1990 wurde Moster, der für den RC Bellheim startete und die Rad-Bundesliga 1993 für den Verein PSV Köln bestritt, deutscher Vize-Meister im Straßenrennen der Amateure, 1997 ein zweites Mal. 1993 gewann er die dritte Etappe der Österreich-Rundfahrt und 1995 belegte er bei der Flèche du Sud Platz drei. 1997 gewann er eine Etappe und die Gesamtwertung der Tunesien-Rundfahrt. Dreimal wurde er für UCI-Straßen-Weltmeisterschaften nominiert. Fünfmal nahm er an der Internationalen Friedensfahrt teil.

### Als Trainer
Nach dem Ende seiner aktiven Radsport-Laufbahn wurde Moster deutscher Bundestrainer für den Bereich Straßenrennsport Männer U23 sowie Querfeldein Männer und Junioren. Zum 1. Januar 2012 trat er die Nachfolge des bisherigen Leistungssportdirektors des Bundes Deutscher Radfahrer, Burckhard Bremer, an.

## Vorfall während der Olympischen Spiele 2020
Während der Olympischen Sommerspiele 2020, die 2021 in Tokio stattfanden, war er u. a. als Betreuer beim Einzelzeitfahren an der Strecke. Nachdem Moster vor laufender Kamera deutlich hörbar dem Fahrer Nikias Arndt anfeuernd zugerufen hatte „Hol die Kameltreiber, hol die Kameltreiber, komm“, musste er nach einer Entscheidung des Deutschen Olympischen Sportbundes aus Tokio abreisen. Zum Zeitpunkt der Äußerung fuhr Arndt hinter seinen Konkurrenten Azzedine Lagab aus Algerien und Amanuel Ghebreigzabhier aus Eritrea. Nach dem Rennen bat Moster um Entschuldigung; er habe sich in der Wortwahl vergriffen und niemanden diskreditieren wollen. Nach Ansicht von DOSB-Präsident Alfons Hörmann verstieß die „rassistische Äußerung“ Mosters gegen die olympischen Werte. Von weiteren Konsequenzen wurde zunächst abgesehen. Einen Tag später wurde Moster jedoch abberufen. Der Radsport-Weltverband (UCI) sprach eine vorläufige Suspendierung gegen Moster aus. Später erfolgte eine Erweiterung der Sperre bis Ende 2021 sowie eine schriftliche Abmahnung mit Eintrag in die Personalakte. Als Zeichen gegen Rassismus wurde Lagab vom deutschen Team Bike Aid unter Vertrag genommen, um bei der Deutschland Tour 2021 an den Start zu gehen. Bei einem privaten Treffen vor der Rundfahrt sprachen sich Lagab und Moster aus. Lagab habe Moster daraufhin, nach eigenen Worten, verziehen.